# Ivan Strinić
Ivan Strinić (Split, 17. srpnja 1987.) umirovljeni je hrvatski nogometaš. Veći dio karijere igrao kao lijevi branič.

## Športska karijera
Juniorski staž je odradio u splitskom Hajduku nakon čega odlazi na probu u francuski Le Mans, ali ne potpisuje profesionalni ugovor. Tamo se ipak zadržao sezonu nakon koje se vraća u Hrvatsku. Odrađuje potom sjajnu sezonu u drugoj ligi igrajući za Hrvatski dragovoljac pod trenerom Vjekoslavom Lokicom što pobuđuje pažnju vodećih prvoligaških klubova. 
Iako je bio pred vratima zagrebačkog Dinama, sportski direktor Hajduka Ivan Buljan vraća ga u matični klub. U Hajduku se ustalio kao lijevi bek, pruživši promijenjivu igru. Ipak, tadašnji trener prve momčadi Ante Miše računao je na njega i na proljeće. 
27. siječnja 2011. Strinić potpisuje za ukrajinski FK Dnjipro Dnjipropetrovsk, a odšteta je bila 4 milijuna eura.
1. siječnja 2015. Strinić potpisuje za talijanski Napoli kao slobodan igrač iz Dnjipra.
Hrvatski nogometni izbornik objavio je u svibnju 2016. popis za nastup na Europskom prvenstvu u Francuskoj, na kojem je se nalazio Strinić.

### Priznanja

#### Individualna
- 2018.: Odlukom Predsjednice Republike Hrvatske Kolinde Grabar-Kitarović odlikovan je Redom kneza Branimira s ogrlicom, za izniman, povijesni uspjeh hrvatske nogometne reprezentacije, osvjedočenu srčanost i požrtvovnost kojima su dokazali svoje najveće profesionalne i osobne kvalitete, vrativši vjeru u uspjeh, optimizam i pobjednički duh, ispunivši ponosom sve hrvatske navijače diljem svijeta ujedinjene u radosti pobjeda, te za iskazano zajedništvo i domoljubni ponos u promociji sporta i međunarodnog ugleda Republike Hrvatske, te osvajanju 2. mjesta na 21. Svjetskom nogometnom prvenstvu u Ruskoj Federaciji.[4]

### Reprezentativna
- Svjetsko prvenstvo: 2018. (2. mjesto)[5]

## Vanjske poveznice

### Sestrinski projekti
|  | Zajednički poslužitelj ima još gradiva o temi Ivan Strinić |